# Шовинизам благостања
Шовинизам благостања (негде познат и као државни национализам благостања) је термин који се користи за политички појам да социјалне бенефиције треба да буду ограничене на одређене групе, на првом месту домаће становништво државе, насупрот имигрантима.
Користи се као аргументациона стратегија од стране десничарских популистичких партија, која описује реторичку везу између проблема државе благостања и имиграције, али такође и одређених социјалних група, на пример прималаца социјалних бенефиција и незапослених.
Фокус је на категоризацији становника државе у две екстремне групе: „групе која храни“ и „групе која ослабљује“, и контрадикцији између њих у такмичењу за оскудне ресурсе друштва.

## Почеци
Термин „шовинизам благостања“ је у друштвеним наукама први пут употребљен у делу Јергена Голда Андерсена (Jørgen Gold Andersen) и Тора Бјорклунда (Tor Bjørklund), објављеном 1990. године, под називом: „Структуралне промене и нови расцепи: Партије напредка у Данској и Хорвешкој“ („Structural changes and new cleavages: The progress parties in Denmark and Norway“). Они га описују као идеју да „социјалне услуге треба да буду доступне само нашима“.

## „Група која храни“ и „група која ослабљује“
При опису друштва и проблема државе благостања популисти, посебно десничарски популисти и шовинисти благостања, користе аргументе базиране на два екстрема у којима су становници подељени у две групе: „групу која храни“ и „групу која ослабљује“. Група „храниоца“ се састоји од дела друштва који ради на друштвеном благостању и државном просперитету: градитељи заједнице; „народ“; обични, поштени радници. Другу групу чине људи који ослабљују друштво, за које се верује да промовишу или користе бенефиције без доприноса било којој вредности у друштву. Група која ослабљује се састоји од бирократа, академика, имиграната, незапослених, примаоца социјалне помоћи и других. Шовинизам благостања се, као такав, види као систем са уграђеним механизмима раздвајања.

## Десничарски популизам и шовинизам благостања
Према мишљењу шовиниста благостања, заштитну мрежу државе благостања чине људи за које они верују да им је место у заједници. По стандарду десничарских популиста, везе са друштвом су базиране на националним, културалним, етничким или расним аспектима. Они који се сматрају припадницима друштва су грађани који припадају „групи која храни“. За „групу која ослабљује“ (првенствено имигранте), сматра се да не припада друштву и да неправедно користи бенефиције социјалног система. У суштини, шовинисти благостања сматрају да имигранти исцрпљују оскудне ресурсе друштва. Они верују да ове реурсе треба да користе чланови етнички хомогеног, домаћег становништва, првенствено деца и старије особе.
Исти принцип аргументације је, по мишљењу неких академика, пренет на тржиште рада; надметање за радно место је претворено у етнички сукоб између имиграната и домаћег становништва. У временима високог степена незапослености долази до повећања легитимности шовинизма благостања и других ксенофобичних аргументација.

## Политичке партије и шовинизам благостања
Неки од примера савремених партија које користе или су користиле аргументациону статегију шовинизма благостања су: Партија напретка и Данска народна партија у Данској, Национални фронт у Француској, Слободарска партија Аустрије у Аустрији, Републиканци у Немачкој, Шведске демократе и Нова демократија у Шведској.